# Hanspeter Schild
Hanspeter Schild (født 21. april 1950) er en schweizisk tidligere fodboldspiller (midtbane). 
Schild spillede ti kampe og scorede to mål for Schweiz' landshold, som han debuterede for i en VM-kvalifikationskamp mod Italien 20. oktober 1973. På klubplan repræsenterede han BSC Young Boys fra Bern.